# Dorniger Wundklee
Der Dornige Wundklee (Anthyllis hermanniae) ist eine Pflanzenart aus der Gattung Wundklee (Anthyllis) innerhalb der Familie der Hülsenfrüchtler (Fabaceae).

## Merkmale
Der Dornige Wundklee ist ein niedriger, sparrig verzweigter Dornstrauch, der Wuchshöhen von 10 bis 50 Zentimeter erreicht. Die Äste sind gedreht. Junge Äste sind behaart, Ältere sind  mehr oder weniger kahl und enden in einem Dorn. Die Blätter sind einfach oder dreizählig. Die Fiedern sind länglich, schmal und häufig gefaltet sowie besonders auf der Unterseite seidenhaarig. Sie erreichen eine Länge von 1 bis 2 Zentimeter.
Die Blüten sind in den Blattachseln meist zu zweit bis fünft angeordnet, können selten aber auch einzeln sein. Sie bilden einen langen, unterbrochenen Blütenstand. Die Krone ist 6 bis 9 Millimeter lang, gekrümmt und gelb. Der Kelch ist 3 bis 5 Millimeter groß. Die fünf ungefähr gleich großen Kelchzähne sind kürzer als die seidenhaarige Kelchröhre. Die Frucht ist 2 bis 3 Millimeter groß, eiförmig, kahl und einsamig.
Die Blütezeit reicht von April bis Juli.
Die Chromosomenzahl ist von allen Unterarten außer subsp. melitensis und subsp. sicula bekannt und beträgt jeweils 2n = 14.

## Vorkommen
Der Dornige Wundklee kommt in Südeuropa und Kleinasien in Garigues vor.

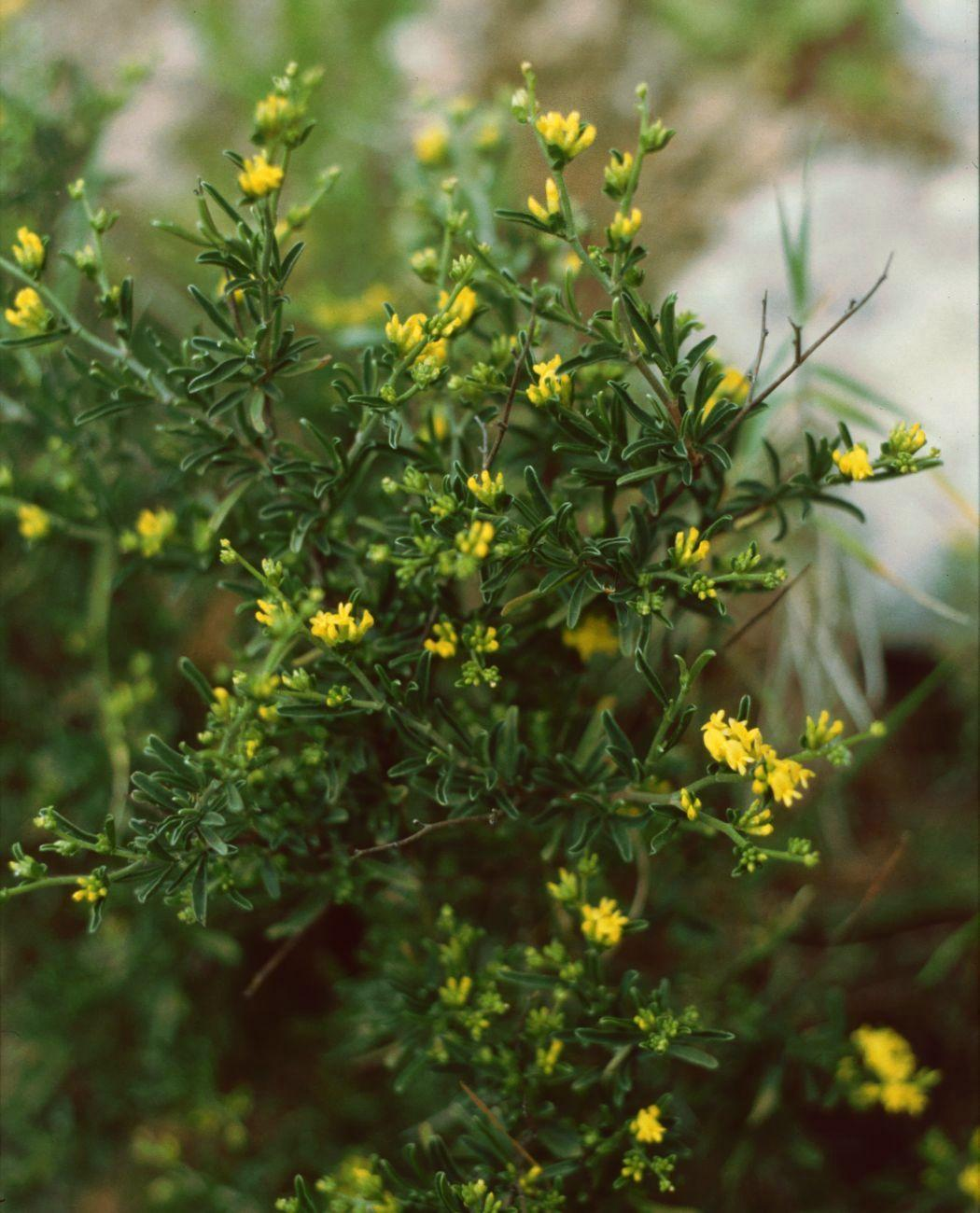
Dorniger Wundklee (Anthyllis hermanniae) auf Kefalonia (Griechenland)

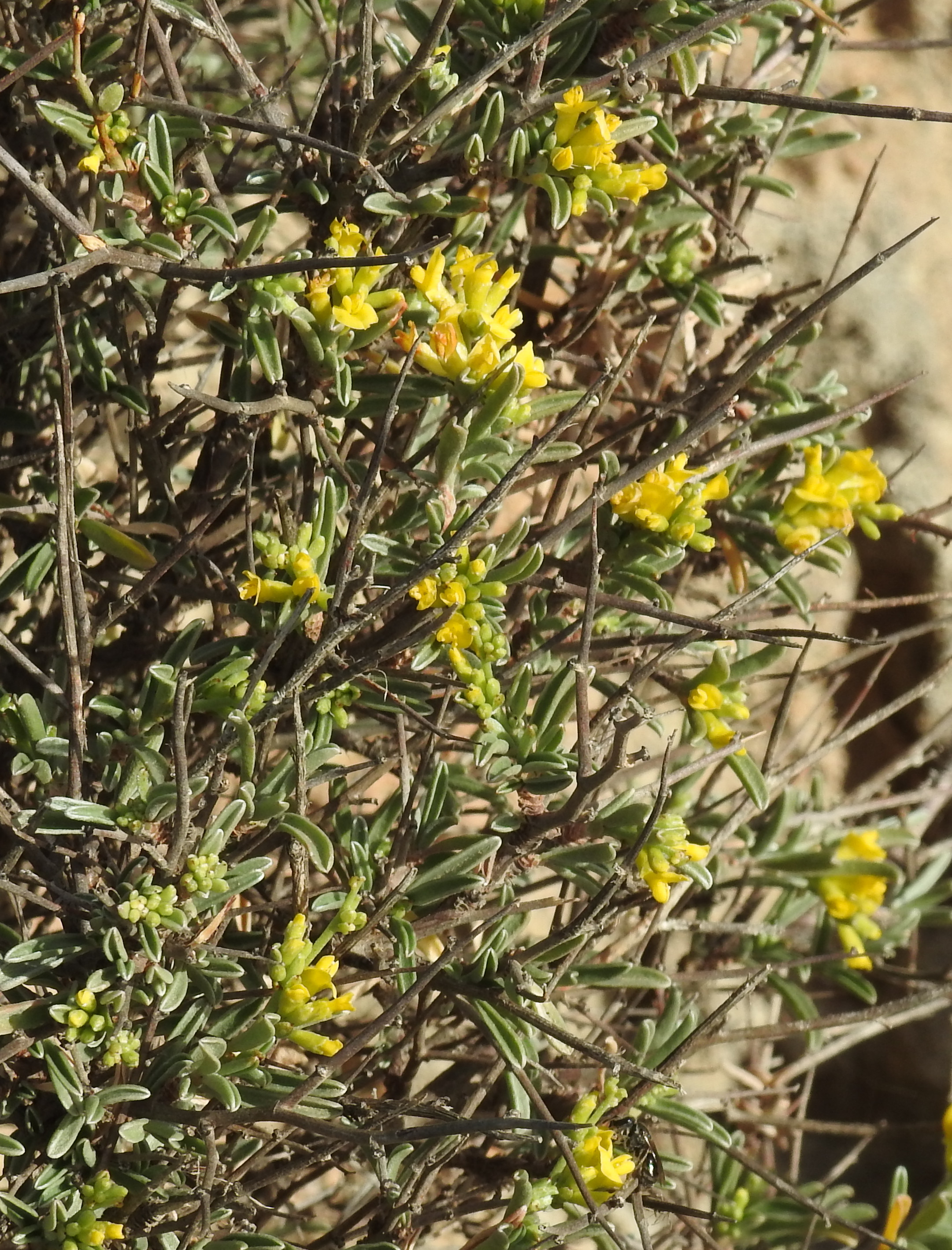
Dorniger Wundklee (Anthyllis hermanniae) auf Kreta

## Systematik
Der Dornige Wundklee wurde 1753 von Carl von Linné in Species Plantarum als Anthyllis hermanniae L. erstveröffentlicht. Das Epithet nimmt Bezug auf die Ähnlichkeit des Dornigen Wundklees mit der südafrikanischen Pflanzengattung Hermannia L. aus den Malvengewächsen (Malvaceae), die früher zu den Sterkuliengewächsen (Sterculiaceae) gestellt wurde. Diese Gattung wiederum wurde zu Ehren des deutsch-holländischen Arztes und Botanikers Paul Hermann (1640–1695) benannt.
Der Dornige Wundklee tritt im östlichen Mittelmeerraum in einem relativ großen, zusammenhängenden Teilareal auf, im zentralen Mittelmeerraum dagegen in vielgestaltigen, disjunkten Populationen mit unterschiedlichen Standortansprüchen, die sich in folgende Unterarten einteilen lassen:
- Anthyllis hermanniae subsp. brutia Brullo & Giusso, vertritt die Art in Kalabrien, wo sie nur einen Fundort besitzt.[2]
- Anthyllis hermanniae subsp. corsica Brullo & Giusso, kommt auf Korsika bis in Hochgebirgslagen auf Silikat vor.[2]
- Anthyllis hermanniae L. subsp. hermanniae, ist im nordöstlichen Mittelmeergebiet weit verbreitet und kommt in Montenegro, Albanien, Griechenland, auf den ägäischen Inseln, Kreta und in West-Anatolien vor.[2]
- Anthyllis hermanniae subsp. ichnusae Brullo & Giusso, kommt in mittleren Gebirgslagen Sardiniens auf Kalk vor.[2]
- Anthyllis hermanniae subsp. japygica Brullo & Giusso, kommt in Apulien vor und ist dort ebenfalls nur von einem Fundort bekannt.[2]
- Anthyllis hermanniae subsp. melitensis Brullo & Giusso, kommt nur auf Malta, Gozo und Comino vor.[2]
- Anthyllis hermanniae subsp. sicula Brullo & Giusso, diese Unterart kam bis ins 19. Jahrhundert an der Südküste Siziliens vor und gilt heute als ausgestorben.[2]

Eine nahe verwandte, früher als Varietät von Anthyllis hermanniae angesehenes Taxon ist die Art Anthyllis hystrix (Willkomm ex Barceló) Cardona, Contandriopoulos & Sierra (Syn.: Anthyllis hermanniae var. hystrix Willkomm ex Barceló) aus Menorca.